# Tölö kyrka, Kungsbacka
Tölö kyrka är en kyrkobyggnad som tillhör Tölö församling i Göteborgs stift. Den ligger i den nordöstra delen av centralorten i Kungsbacka kommun. Nuvarande kyrkobyggnad invigdes 1864, på platsen för en medeltidskyrka från 1200-talet.

## Historia
2005 upptäktes resterna efter en stolpburen kyrka vid en arkeologisk undersökning direkt norr om dagens kyrkogård. Träkyrkan som liknar norska tidiga stavkyrkor i planlösningen bör ha tillkommit under 1000-talet. Den utgjordes av cirka 30 bärande stolpar, på sina håll kombinerat med väggrännor. I kyrkan fanns fyra nedgrävningar som tolkats som tidigkristna gravar, och ytterligare en direkt utanför västväggen. 
Föregående kyrka uppfördes på 1200-talet och revs 1856. Den hade byggts till 1663 enligt ett minnesmärke som fanns på östra gaveln och dess längd utökades därmed från 33 till 44 alnar. I väster fanns en tornbyggnad uppförd i gråsten, men klockorna hängde likväl i en klockstapel av trä, som stod på ett berg norr om kyrkogården. Då en större del av tornmuren rasade 1845 aktualiserades planer, först på att bygga ett nytt torn och även på att utvidga den befintliga byggnaden. Till sist blev emellertid beslutet 1853 att bygga en helt ny kyrka. Den gamla inropades på auktion den 1 maj 1856 för 885 riksdaler, och rivningen påbörjades omedelbart.

## Kyrkobyggnaden
Dagens kyrka uppfördes mellan 1854 och 1864 av byggmästare Sven Johansson från Västra Tunhems socken i vitputsad gråsten efter ritningar av Edvard von Rothstein vid Överintendentsämbetet. Byggmästaren avled innan kyrkan tagits i bruk. Först 1864 var alla arbeten avslutade och kyrkan kunde invigas av biskop Gustaf Daniel Björck. Byggnaden består av ett rektangulärt långhus med halvrund sakristia i öster och kyrktorn i väster.
Vid en större renovering 1895 under ledning av Eugen Thorburn, panelerades och målades innertaket, liksom koret, väggarna och bänkarna. Elektrisk uppvärmning och belysning tillkom 1923–1924.
En mycket omfattande restaurering inleddes 1953. Kyrkorummet avkortades med fyra meter för att ge plats åt nya utrymmen under läktaren. Koret utvidgades genom att de främre bänkarna togs bort. Hela kyrkan fick nytt golv och fullgod isolering. Innertakets panelklädsel från 1895 togs bort och ersattes av blåmålade, spontade bräder. Bänkinredningen nytillverkades och endast dörrarna bibehölls. Ett stort antal inventarier restaurerades och ytterväggarna putsades om. Återinvigningen ägde rum på fjärde söndagen i advent 1953. 

## Inventarier

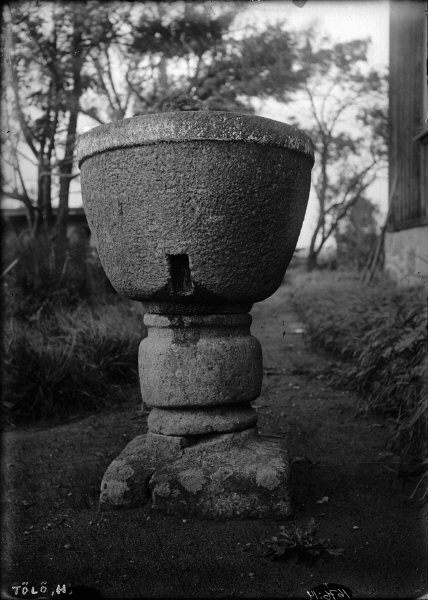
Dopfunten

- Dopfunten i hård och oren täljsten är troligen huggen av en efterföljare till stenmästaren Thorkillus vid 1200-talets mitt. Funten är i tre delar med en höjd av 102 cm. Cuppan är rundad upptill  med ett utsparat band. Skaftet är cylindriskt med försänkningar upptill och nedtill. Fotplattan är fyrkantig  och skrånar så den övergår till en rund form. Uttömningshål åt sidan.[2] Föremålet såldes på auktion 1857, men återskänktes till kyrkan 1923.
- Altartavlan är en oljemålning på duk från 1700-talet som avbildar Kristus på korset.
- Predikstolen är från slutet av 1600-talet.
- Kalk av silver med inskriften Thöle Kyrckia Åhr 1745 46 lod.
- Patén av silver med inskriften Thöle Kyrkia Ao 1745 6 3/8 lod.

### Klockor
- Storklockan är gjuten 1651 i Amsterdam och har inskriften: Asverus Köster ME fecit Amstelodami Anno 1651. Soli Deo Gloria.
- Lillklockan har inskriften: Då doctor Jacob Benzelius var Stiftets Biskop och ställets Kyrkoherde blef denna klåcka gjuten 1742..

### Orglar

#### Läktarorglar
- Den första orgeln byggdes 1760 av prosten Gustaf Fredrik Hjortberg i Vallda. Den hade 13 stämmor (10 stämmor i manualen och 3 stämmor i pedalen).[3]
- Omkring 1774/1775 Jonas Wistenius, Linköping en ny orgel om sexton stämmor. Den avsynades 1859 efter att den flyttats år 1864 från Tölö gamla kyrka till Tölö nya. I detta sammanhang utökade Johan Nikolaus Söderling, Göteborg fasaden med nuvarande ytterfält.
- Ett nytt pneumatiskt verk installerades 1936, byggt av Mårtenssons orgelfabrik AB, Lund med 24 stämmor.
- 1980 byggdes verket om av Hammarbergs Orgelbyggeri AB, varvid dock endast sju stämmor var nytillverkade och de övriga från de föregående orglarna. Instrumentet har 25 stämmor fördelade på två manualer och pedal.[4] Orgeln är mekanisk. Fasaden är från 1775 års orgel.

| Huvudverk I    | Svällverk II      | Pedal             | Koppel |
| Kvintadena 16´ | Rörflöjt 8´       | Subbas 16´        | I/P    |
| Principal 8´   | Fugara 8´         | Flöjtprincipal 8´ | II/P   |
| Gedakt 8´      | Voix celeste 8´   | Borduna 8´        | II/I   |
| Oktava 4'      | Principal 4'      | Koralbas 4'       |        |
| Gemshorn 4'    | Täckflöjt 4'      | Mixtur III        |        |
| Oktava 2'      | Spetsflöjt 2'     | Fagott 16'        |        |
| Mixtur IV      | Nasat 1 1/3'      | Zinka 4'          |        |
| Trumpet 8'     | Sesquialtera II   |                   |        |
|                | Scharf II         |                   |        |
|                | Oboe 8'           |                   |        |
|                | Tremulant         |                   |        |
|                | Crescendosvällare |                   |        |

#### Kororgel
Nära koret finns en mekanisk orgel med fyra stämmor tillverkad 1981 av W. N. de Jongh, Lisse, Holland.
| Manual   |
| 8'       |
| 4'       |
| 2 2/3' D |
| 2'       |
| 1 3/5' D |

## Kyrkogården
På kyrkogården står det Sahlgrenska gravkoret, en nyklassicistisk, kupolkrönt centralbyggnad från 1700-talet och ursprungligen uppförd i anslutning till medeltidskyrkan. Där ligger medlemmar ur släkterna Alströmer, Sahlgren och Silfverschiöld begravda (de har alla varit ägare till Gåsevadholms slott).
På kyrkogården finns också de kända "biskopsgravarna", där Biskopen och Teol.Dr. Johan Wingård (1738-1818) och hans hustru Fredrika af Darelli (1761-1829), vilar tillsammans med sin son, Ärkebiskopen Carl Fredrik af Wingård (1781-1851). Genom Wingårds hustru af Darelli, ligger släktbanden också med Silfverschiöld på samma kyrkogård, genom att hennes mor som född Faggot vars morfars syster var gift med brukspatron Jean Bedoire som var morfar till friherrinan Anna Elisabeth Silfvershiölds make Herman af Petersén.